# Mejsam Mostafa Dżokar
Mejsam Mostafa Dżokar (pers. میثم مصطفی جوکار; ur. 29 stycznia 1985 w Malajer) – irański zapaśnik w stylu wolnym. Olimpijczyk z Pekinu 2008, gdzie zajął 19 miejsce w kategorii 74 kg. Jego brat Masud Mostafa Dżokar zdobył srebrny medal na igrzyskach w Atenach 2004.
Mistrz igrzysk azjatyckich w 2014. Trzykrotny medalista mistrzostw Azji, złoto w 2014 i srebro w 2007 i 2008. Pierwszy w Pucharze Świata w 2015 i dziesiąty w 2011. Akademicki mistrz świata w 2012 roku.